# DIGITALLLOVE
DIGITALLLOVE to debiutancki album polskiej grupy muzycznej Digit All Love. Wydawnictwo ukazało się 21 maja 2007 roku nakładem Anteny Krzyku.

## Lista utworów
1. „Run Away” – 2:25
2. „Candy Castle” – 4:21
3. „Skinflower” – 3:40
4. „Matulu” – 4:59
5. „If u Could” – 6:54
6. „Don't Expect Too Much” – 3:02
7. „You Keep It” – 1:40
8. „I Learn to Be Man” – 5:20
9. „So Far” – 6:02
10. „Navel” – 3:26
11. Bonus

## Twórcy
- Natalia Grosiak – śpiew
- Maciej Zakrzewski – sample, elektronika
- Radosław „Bond” Bednarz – gitara basowa, kontrabas
- Michal „Mush” Muszynski – perkusja, loopy
- Wojciech „Mont-R” Orszewski – gitara, efekty
- Bartłomiej Bober – skrzypce
- Aleksandra Kwiatek – skrzypce
- Rafał Zalech – altówka
- Aleksandra Konczak – wiolonczela
- Toyotaka Ota – wizualizacje